# لوسيان براسور
لوسيان براسور (بالفرنسية: Lucien Brasseur)‏ هو نحات فرنسي، ولد في 18 أغسطس 1878 في Saultain ‏ في فرنسا، وتوفي في 1960 في باريس في فرنسا.